# Мехмет Вассыф-паша
Мехмет Вассыф-паша (умер в 1865 году) — турецкий военачальник, мушир.

## Биография
Родом из Грузии (Гурии). В детстве был рабом Коджа Хюсрев Мехмед-паша (1769—1855), при его содействии поступил на военную службу и быстро продвигался по службе. В то же время не только образование, но даже простая грамотность была ему чужда до самой смерти. Отличаясь только личной храбростью, он далеко не был талантливым генералом.
В ходе Восточной войны в 1855 году в чине мушира Анатолийской армии защищал от русских крепость Карс (см. Осада Карса (1855)).
После сдачи крепости 16 (28) ноября 1855 года взят в плен и отправлен в Тифлис. Освобожден после заключения мира (1856).
По возвращении в Турцию короткое время занимал должность начальника артиллерии — муширом Арсенала(1857).